# St. Francis (Minnesota)
Pour les articles homonymes, voir St. Francis.
St. Francis est une ville américaine située dans le Comté d'Anoka, dans le Minnesota. Selon le recensement de 2010, sa population est de 7 218 habitants.